# Хеирбеков, Забит Сабирович
Забит Сабирович Хеирбеков (род. 5 июня 1968) — генерал-лейтенант ВС РФ, заместитель Главнокомандующего Воздушно-космическими силами Российской Федерации по материально-техническому обеспечению.

## Биография
Уроженец Кусарского района Азербайджанской ССР. По национальности - лезгин. 
До января 2011 года был заместителем командующего 35-й армией по вооружению.
С февраля 2016 года в звании полковника служил в Свердловской области на посту начальника штаба материально-технического обеспечения Центрального военного округа.
Позже занимался созданием инфраструктуры объектов капитального строительства на российской военной базе Хмеймим в Сирии на посту начальника тыла.
С декабря 2016 года по сентябрь 2018 года — начальник Омского автобронетанкового инженерного института.
С 10 сентября 2018 года — заместитель главнокомандующего Воздушно-космическими силами РФ по материально-техническому обеспечению.
Указом Президента Российской Федерации № 355 от 11 июня 2021 года присвоено воинское звание генерал-лейтенант.

## Международные санкции
21 июля 2022 года на фоне вторжения РФ на Украину попал под санкции ЕС. 
- Орден Александра Невского[источник не указан 453 дня]
- Орден Мужества[источник не указан 453 дня]
- Орден «За военные заслуги»[источник не указан 1046 дней]
- Медали ордена За заслуги перед Отечеством I и II степеней[9]
- Медаль Суворова[9]
- Медаль «За боевые отличия»[9]
- Медаль «За воинскую доблесть» I степени[9]
- Медаль «За отличие в военной службе» I, II и III степеней[9]
- Медаль Генерал армии Хрулёв[9]
- Медаль «100 лет Военно-воздушным силам»[9]
- Медаль «Стратегическое командно-штабное учение „Кавказ — 2012“»[9]
- Медаль «За отличие в службе в Сухопутных войсках»[9]
- Медаль «За заслуги в материально-техническом обеспечении»[9]
- Медаль «Участнику военной операции в Сирии»[9]
- Медаль «За освобождение Пальмиры»[9]
- Медаль «За вклад в химическое разоружение»[9]
- Медаль «За ратную доблесть»[9]
- Медаль «Участнику контртеррористической операции на Кавказе»[9]
- другие медали